# 全日本女子レスリング選手権大会
全日本女子レスリング選手権大会（ぜんにほんじょしレスリングせんしゅけんたいかい）は、2009年まで開催されていた日本の女子レスリングの大会である。主催は日本レスリング協会。全日本女子レスリング連盟・全国少年少女レスリング連盟共催。
1999年まで行われていた同名の大会は全日本レスリング選手権大会を参照。

## 概要
この大会の源流は1987年より開催されていた「全日本女子オープントーナメント」。
1999年にそれまで春開催だった全日本女子選手権が翌年より男女同時開催に移行するに伴い、秋開催だった全日本女子オープンと開催時期を交換する形で「ジャパンクイーンズカップ」にリニューアルされた。同名の賜杯は大会最優秀選手に授与される。
2005年からはジャパンビバレッジが特別協賛となり、大会名を「ジャパンビバレッジクイーンズカップ」に改称。
2008年より「全日本女子選手権」に改められた。
以前は関東地区の会場を持ち回りで開催していたが、2004年より駒沢体育館に固定されている。
年代別に「シニア（18歳以上）」「カデット（高校生）」「スクールガール（中学生）」「キッズ（4歳〜小学生）」4部門に分けられている。
シニアの部はオリンピック・世界選手権の代表選考会も兼ねる。
2009年を最後に、シニア部門が男子単独で開催されていた全日本選抜レスリング選手権大会と統合し、全日本女子選手権はカデット以下の「ジュニアクイーンズカップ」に変わる。

## 歴代最優秀選手（シニアの部）
| 年度   | 受賞者     |
| ------ | ---------- |
| 1999年 |            |
| 2000年 |            |
| 2001年 | 坂本日登美 |
| 2002年 | 吉田沙保里 |
| 2003年 | 吉田沙保里 |
| 2004年 | 浜口京子   |
| 2005年 | 伊調馨     |
| 2006年 | 吉田沙保里 |
| 2007年 | 伊調馨     |
| 2008年 | 伊調馨     |
| 2009年 | 吉田沙保里 |